# Stanisław Łopatowski
Stanisław Łopatowski (ur. 25 września 1949 we Wrocławiu) – polski urzędnik państwowy i samorządowy, były wojewoda dolnośląski.

## Życiorys
Ukończył w 1978 studia na Wydziale Matematyczno-Fizyczno-Chemicznym Wyższej Szkoły Pedagogicznej w Opolu, a także studia podyplomowe w zakresie zarządzania i organizacji (na Politechnice Wrocławskiej, w Wojewódzkim Ośrodku Metodycznym w Katowicach i Akademii Ekonomicznej we Wrocławiu).
Pracował jako nauczyciel w Zespole Szkół Zawodowych nr 4 im. Komisji Edukacji Narodowej we Wrocławiu, w latach 1991–2002 był dyrektorem tej szkoły. Zajmował również stanowisko inspektora oświaty, w latach 1987–1990 pełnił funkcję wicekuratora oświaty w Urzędzie Wojewódzkim we Wrocławiu, a w okresie 2002–2003 był dolnośląskim kuratorem oświaty.
Przystąpił do Sojuszu Lewicy Demokratycznej. W marcu 2003 został powołany na stanowisko wojewody dolnośląskiego, urząd ten sprawował do grudnia 2005. W wyborach parlamentarnych w 2005 bez powodzenia kandydował do Senatu. Po wyborach samorządowych w 2006 objął stanowisko wicewójta gminy Święta Katarzyna. W 2010 i 2018 bezskutecznie ubiegał się o mandat w sejmiku dolnośląskim.

## Życie prywatne
Żonaty, ma dwie córki.